# Typhocesis floccosa
Typhocesis floccosa är en skalbaggsart som beskrevs av Max Poll 1887. Typhocesis floccosa ingår i släktet Typhocesis och familjen långhorningar. Inga underarter finns listade i Catalogue of Life.